# سلطنة عمان في الألعاب البارالمبية الصيفية 2008
قامت عمان بارسال وفدٍ للتنافس في دورة الألعاب البارالمبية الصيفية سنة 2008 في بكين، الصين الممتدة من 29 أغسطس (أوت) 2008، إلى 9 سبتمبر 2008.
حسب السجلات الرسمية، كان المشارك الوحيد هو بدر الحارثي (رافع الأثقال)، ولم يفز بأي ميدالية

## رفع الأثقال
| الرياضي     | النتيجة | المركز |
| ----------- | ------- | ------ |
| بدر الحارثي | 142.5   | 11     |

## الفائزون بالميداليات[4]
لا يوجد
لم يفز المتسابق العماني الوحيد (رافع الأثقال، بدر الحارثي) بأي ميدالية (حل في المركز الحادي عشر).

## وصلات خارجية
- مشاركة سلطنة عمان في الألعاب البارالمبية الصيفية 2008 في بكين.
- جدول الميداليات في الألعاب البارالمبية، بكين، 2008.